# Buquê-de-noiva
Cordia leucocephala Moric ou Varronia leucocephala é uma planta arbustiva endêmica da Região Nordeste do Brasil. A C. leucocephala é popularmente conhecida como buquê-de-noiva e moleque-duro; é muitas vezes usada como planta ornamental.

## Características
A C. leucocephala Moric se caracteriza por formar arbustos arredondados, medindo entre 80 cm e 1 m de altura e 2 m de diâmetro. Possui flores brancas, formando um pequeno buquê com média de 15 a 20 flores cada um. Suas folhas são ásperas e compridas, medindo entre 4 e 5 cm; e entre 1 e dois cm de largura.

## Uso medicinal
É uma planta tradicionalmente usada na medicina popular, no tratamento de reumatismo, úlcera, indigestão e tônico geral. Em estudos feitos em laboratório, com as raízes da C. leucocephala, constatou-se que as mesmas apresentam naftoquinonas (metabólitos secundários) do tipo cordiaquinona J, L e M, metabólitos importantes no combate às doenças desenvolvidas em plantas por fungos fitopatogênicos; e microrganismos causadores de doenças como candidíase, por exemplo, além de inibir a formação de tumores nos humanos, através da ação citotóxica.